# New Concord
New Concord é uma vila localizada no estado norte-americano de Ohio, no Condado de Muskingum.

## Demografia
Segundo o censo norte-americano de 2000, a sua população era de 2651 habitantes.
Em 2006, foi estimada uma população de 2669, um aumento de 18 (0.7%).

## Geografia
De acordo com o United States Census Bureau tem uma área de
3,9 km², dos quais 3,9 km² cobertos por terra e 0,0 km² cobertos por água.

## Localidades na vizinhança
O diagrama seguinte representa as localidades num raio de 20 km ao redor de New Concord.